# Monika Pflug
Monika Pflug (Monaco di Baviera, 1º marzo 1954) è un'ex pattinatrice di velocità su ghiaccio tedesca.

## Palmarès

### Olimpiadi invernali
- Oro a Sapporo 1972 nei 1000 metri.

### Mondiali - Completi
- Oro a Eskilstuna 1972.
- Bronzo a Oslo 1973.
- Bronzo a Innsbruck 1974.
- Bronzo a Alkmaar 1982.